# 22 lövés

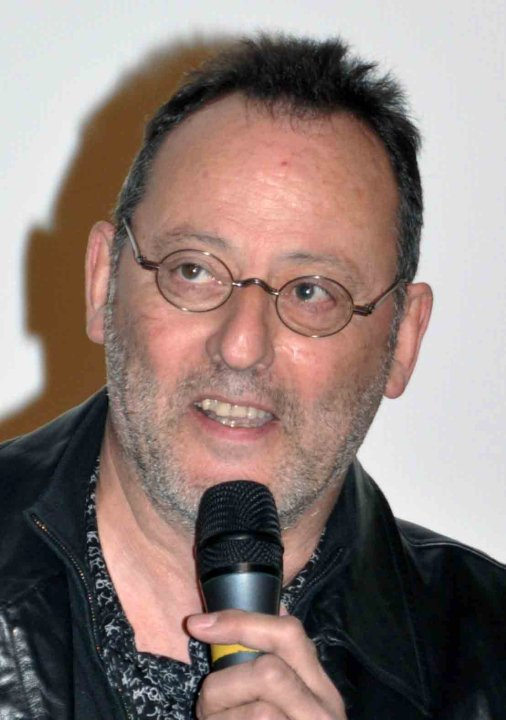
Jean Reno a film bemutatása előtt

A 22 lövés (franciául: L'immortel) francia akciófilm Jean Reno főszereplésével. Magyarországon 2010. október 7-én mutatták be.

## Cselekmény
Charley Matteï, az egykori maffiatag már három éve visszavonultan él, és próbál csak a családjára koncentrálni. Egy nap azonban egy marseille-i parkolóházban 22 lövést adnak le rá. Matteï lassan felépül, és bosszút esküszik támadói ellen...

## Szereplők
- Jean Reno : Charly Matteï
- Kad Merad : Tony Zacchia
- Gabriella Wright : Yasmina Telaa
- Richard Berry : Aurelio Rampoli
- Marina Foïs : Marie Goldman
- Claude Gensac : Mme Fontarosa
- Jean-Pierre Darroussin : Martin Beaudinard
- Grégory Gatignol : Martin Beaudinard fiatalon
- Fani Kolarova : Christelle Mattei
- Venantino Venantini : Padovano
- Joséphine Berry : Eva
- Moussa Maaskri : Karim
- Carlo Brandt : Fontarosa
- Timothé Bosch : Lorenzo
- Daniel Lundh : Malek Telaa
- Dominique Thomas : Papalardo
- Philippe Magnan : Pothey
- Catherine Samie : Stella Matteï
- Jessica Forde : Clothilde
- Joey Starr : A pszichiáter
- Luc Palun : Pascal Vasetto
- Max Baissette de Malglaive : Anatole Matteï
- Lucie Phan : Pat
- Martial Bezot : Frank Rabou
- Jean-Jérôme Esposito : Rochegude
- Boris Baum : Spontini
- Laurent Casanova : Piéton
- Cédric Appietto : Marco Echinard
- Charlotte Marcoueille : Pincérlány

## Így készült a film
A forgatókönyv alapját Franz-Olivier Giesbert L'immortel (Halhatatlan) című regénye adja. A történet valós eseményeken és személyeken alapul. Charly Matteï karakterét Jacky le Mat, Tony Zacchia karakterét pedig Tany Zampa ihlette. Mindketten a marseille-i alvilág tagjai voltak.
A forgatást 2009. február 23-án kezdték. Az első hat hétben Marseille-ben, majd április elejétől Avignonban, és végül nyolc hétig Párizsban forgattak.

## Fordítás
- Ez a szócikk részben vagy egészben  a   L'immortel című francia Wikipédia-szócikk fordításán alapul.  Az eredeti cikk szerkesztőit annak laptörténete sorolja fel. Ez a jelzés csupán a megfogalmazás eredetét és a szerzői jogokat jelzi, nem szolgál a cikkben szereplő információk forrásmegjelöléseként.